# Морской штаб
Морской штаб — административное здание во Владивостоке. Построено в 1909—1911 годах, в 1938—1944 годах реконструировано по проекту архитектора А. И. Порецкова. Автор проекта 1911 года — флотский инженер и архитектор И. А. Заборовский (1873—1952). Историческое здание по адресу Светланская улица, 47 сегодня является объектом культурного наследия Российской Федерации.

## История
Здание выстроено в 1909—1911 годах по проекту инженер-полковника Ивана Андреевича Заборовского для размещения в нём Главного морского штаба Сибирской флотилии. До 1873 года земельный участок, где сегодня расположено здание, принадлежал выходцу из Германии Гуммелю. В 1873 году он продал этот участок военному ведомству Владивостокского порта, и на нём было выстроено деревянное здание Мариинского женского училища.   
После окончательного установления советской власти в Приморье в 1922 году, в здании долгие годы размещались партийные органы: сначала губком ВКП(б) и губисполком, затем Приморский обком партии, с октября 1938 по 1981 годы в строении работал Приморский краевой комитет партии. Позже — Приморский краевой комитет ВЛКСМ. В 1938—1944 годах здание реконструировано по проекту известного советского архитектора Александра Ивановича Порецкова.     
С 1994 года в здании располагается банк «Приморье».

## Архитектура
Первоначально здание было построено трёхэтажным, Г-образным в плане, стены были выстроены из кирпича под штукатурку. Длинной стороной оно было вытянуто вдоль улицы Светланской, короткой — вдоль улицы Петра Великого. Как и иные казённые здания того времени, оно имело художественно-композиционное решение в стиле неоклассицизма: симметричный трёхчастный главный фасад с высоким башенным объёмом в центре и двумя крыльями, членения фасадных плоскостей в пропорциях ордерной системы с использованием ордерных пилястр, карнизов и традиционных деталей. Архитектурное решение в некотором роде противоречило постановке здания на асимметричный рельеф и помещению главного входа не в центр композиции, а с угла.
В ходе реконструкции 1938—1944 годов здание было надстроено на два этажа. Архитектор Порецков фактически создал новое архитектурное произведение, более совершенное в художественном отношении и соответствующее стилю советской архитектуры 1930—40-х годов. При этом автор сохранил декор и пластику старой части здания. Композиционным центром архитектор выбрал угловую часть здания, изменив очертания косо срезанной угловой стены путём пристройки перед главным входом овальной в плане лоджии с арочным порталом, над которым поместил колоннаду коринфского ордера. Над четвёртым этажом был протянут упрощённый ордерный антаблемент. Пятый этаж выполнен как аттиковый. После реконструкции здание стало градостроительной доминантой в застройке прилегающих улиц.                